# Леоновичи (Берестовицкий район)
Лео́новичи (бел. Лявонавічы) — деревня в Берестовицком районе Гродненской области Белоруссии.
Входит в состав Берестовицкого сельсовета.
Расположена у восточной границы района. Расстояние до районного центра Большая Берестовица по автодороге — 10 км и до железнодорожной станции Берестовица — 18 км (линия Мосты — Берестовица). Ближайшие населённые пункты — Вороны, Матейковщина, Старый Дворец. Площадь занимаемой территории составляет 0,0693 км², протяжённость границ 1106 м.

## История
Деревня отмечена как Левоновичи на карте Шуберта (середина XIX века). На 1845 год числились в составе Волковысского уезда Гродненской губернии как фольварк и деревня, принадлежавшие Ф. Л. Панчаржинскому. К фольварку было приписано 364 десятины земли; деревня насчитывала 17 тяглых дворов, 121 жителя. В 1890 году в составе Верейковской волости деревня имела 96 десятин земли. На 1914 год — 90 жителей. С августа 1915 по 1 января 1919 года входили в зону оккупации кайзеровской Германии. Затем, после похода Красной армии, в составе ССРБ. В феврале 1919 года в ходе советско-польской войны заняты польскими войсками, а с 1920 по 1921 год войсками Красной армии.
После подписания Рижского договора, в 1921 году Западная Белоруссия отошла к Польской Республике и Леоновичи были включены в состав новообразованной сельской гмины Терешки Волковысского повета Белостокского воеводства. В 1924 году насчитывали 20 дымов (дворов) и 74 души (42 мужчины и 32 женщины). Из них 8 католиков и 66 православных; 53 поляка и 21 белорус.
В 1939 году, согласно секретному протоколу, заключённому между СССР и Германией, Западная Белоруссия оказалась в сфере интересов советского государства и её территорию заняли войска Красной армии. В 1940 году деревня вошла в состав новообразованного Данилковского сельсовета Крынковского района Белостокской области БССР. С июня 1941 по июль 1944 года оккупирована немецкими войсками. Деревня потеряла 7 жителей, погибших на фронте и в партизанской борьбе. С 20 сентября 1944 года в Берестовицком районе. В 1959 году насчитывала 93 жителя. С 25 января 1962 года по 30 июля 1966 входила в состав Свислочского района. В 1970 году насчитывала 101 жителя. С 12 ноября 1973 года в Пархимовском сельсовете. На 1998 год насчитывала 20 дворов и 36 жителей, магазин. С 1949 по 1950 год в колхозе «Депутат народа», затем до 20 июня 2003 года в составе колхоза «Победа» (бел. Перамога). 18 октября 2013 года переведена в состав Берестовицкого сельсовета.

## Население
| 1845 | 1914 | 1924 | 1959 | 1970 | 1998 | 1999 | 2009 | 2015 |
| ---- | ---- | ---- | ---- | ---- | ---- | ---- | ---- | ---- |
| 121  | 90   | 74   | 93   | 101  | 36   | 36   | 24   | 18   |

## Транспорт
Через деревню проходит автодорога местного значения Н20128.